# 해원로
해원로(Haewon-ro)는 경상남도 창원시 진해구 이동 남흥아파트앞사거리와 김해시 진영읍 진영리 진영 교차로를 잇는 창원시와 김해시의 간선도로이다. 안민터널부터 남산 나들목 까지는 동부외곽도로, 남산 나들목부터 진영 교차로까지 구간은 동읍우회도로라 불린다. 대부분 구간이 도시고속화도로로 구성되어있으며, 2004년 3월 22일 천선 ~ 용동 구간이 개통, 용동 ~ 동읍 구간은 2009년 12월에 착공하여 2012년 3월 26일 완공했다. 이후 동읍우회도로가 2003년 착공해 2014년 2월 27일에 개통했다.

## 역사
- 1999년 5월 1일: 안민터널 개통
- 2004년 3월 22일: 천선 ~ 용동 구간 개통
- 2003년: 동읍우회도로 구간 착공
- 2004년 5월: 삼정자 교차로 ~ 토월 나들목 5.0km 구간 자동차 전용도로 지정[1]
- 2006년 8월 22일: 토월 나들목 ~ 남산 나들목 5.8km 구간 자동차 전용도로 지정[2]
- 2009년 7월 2일: 2개 이상 시·군에 걸쳐 있는 도로로 해원로를 고시[3]
- 2009년 10월 23일: 토월 ~ 동읍 구간의 일부인 정병터널 관통식[4]
- 2009년 12월: 동읍 ~ 용동간 착공
- 2012년 3월 26일: 동읍 ~ 용동간 개통
- 2014년 2월 27일: 동읍우회도로(남산 나들목 ~ 진영 나들목) 11.4km 구간 개통[5]
- 2024년: 도로구간을 김해시 진영읍 진영교차로에서 김해시 한림면 한림교차로로 연장

## 주요 경유지
경상남도
- 창원시 (진해구 - 성산구 - 의창구)
- 김해시 (진영읍)

## 노선
- (■): 자동차 전용도로 구간

| 이름                     | 접속 노선                                             | 소재지          | 소재지                                  | 비고        |
| ------------------------ | ----------------------------------------------------- | --------------- | --------------------------------------- | ----------- |
| 남흥아파트앞사거리       | 천자로 충장로                                         | 창원시          | 진해구                                  | 시점        |
| (진해농협)               | 진해대로776번길                                       | 창원시          | 진해구                                  |             |
| 3호광장 교차로           | 국도 제2호선 (진해대로)                               | 창원시          | 진해구                                  |             |
| 안민터널                 |                                                       | 창원시          | 진해구                                  | 연장 1,818m |
| 안민터널                 | 성산구                                                | 창원시          |                                         | 연장 1,818m |
| 성주사 교차로            | 지방도 제1030호선 (남해안대로)                        | 창원시          | 진해 방면 진입 불가 김해 방면 진출 불가 |             |
| 안민터널사거리 (천선교)  | 공단로                                                | 창원시          |                                         |             |
| 삼정자 교차로            | 창원대로                                              | 창원시          | 진해 방면 진출 불가                     |             |
| 대방 교차로              | 대암로 창이대로899번길 창이대로901번길 삼정자로71번길 | 창원시          |                                         |             |
| 토월 교차로              | 비음로25번길                                          | 창원시          |                                         |             |
| 용주교                   |                                                       | 창원시          | 의창구                                  |             |
| 창원대 교차로            | 창원대학교                                            | 창원시          | 의창구                                  |             |
| 정병터널                 |                                                       | 창원시          | 의창구                                  | 연장 2,200m |
| 정병터널                 | 의창구 동읍                                           | 창원시          |                                         | 연장 2,200m |
| (이름 없음)              | 덕산길                                                | 창원시          |                                         |             |
| 덕산교                   |                                                       | 창원시          |                                         |             |
| 남산 나들목              | 국도 제14호선 (의창대로) 지개남산로                   | 창원시          | 국도 제14, 25호선 구간                  |             |
| 덕천1교                  |                                                       | 창원시          | 국도 제14, 25호선 구간                  |             |
| 덕산 교차로 (덕천2교)    | 의창대로 중앙천로                                     | 창원시          | 국도 제14, 25호선 구간                  |             |
| 덕천3교                  |                                                       | 창원시          | 국도 제14, 25호선 구간                  |             |
| 덕천 교차로 (덕천고가교) | 국가지원지방도 제30호선 (동읍로) 신동읍대로           | 창원시          | 국도 제14, 25호선 구간                  |             |
| 용잠3교                  |                                                       | 창원시          | 국도 제14, 25호선 구간                  |             |
| 무점터널                 |                                                       | 창원시          | 국도 제14, 25호선 구간 연장 450m        |             |
| 무점교                   |                                                       | 창원시          |                                         |             |
| 신좌곤교                 |                                                       | 창원시          |                                         |             |
| 김해시                   | 진영읍                                                |                 |                                         |             |
| 김해시                   | 진영읍                                                | 주천1교 주천2교 |                                         |             |
| 김해시                   | 진영읍                                                | 진영 교차로     | 국도 제14호선 국도 제25호선 (진산대로)  | 종점        |

## 주의사항
이 도로 중 삼정자동에서 김해시 진영읍까지는 자동차전용도로이므로 자전거, 보행자는 통행할 수 없다. 이륜자동차(모터사이클 혹은 오토바이)는 긴급자동차(싸이카 및 소방용 모터사이클 등)에 한해 통행이 가능하며, 그 밖의 이륜자동차는 통행할 수 없다. 이에 대한 대체도로로는 창원대로, 의창대로, 창이대로, 원이대로 등이 있다.